# 传奇皇帝朱元璋
《傳奇皇帝朱元璋》，又名《朱元璋還鄉》，是2006年中国中央电视台制作出品的电视剧。根据明太祖的故事改编，共50集，陈宝国、徐帆、唐国强、曾黎主演。

## 演员表
- 陈宝国 饰演 朱元璋
- 徐帆 饰演 马秀英
- 唐国强 饰演 郭子興
- 曾黎 饰演 郭宁莲
- 赵静 饰演 郭夫人张氏
- 马跃 饰演 李醒芳
- 吴韻 饰演 淑妃李氏
- 侯天来 饰演 胡惟庸
- 姜华 饰演 李善长
- 潘粤明 饰演 朱标
- 邓英 饰演 楚方玉
- 卡迪琳娜 饰演 达兰
- 边潇潇（潇子珊） 饰演 郭惠
- 林柯 饰演 云奇
- 李嘉存 饰演 钱万三
- 姜超 饰演 钱大
- 赵婉亦 饰演 金菊
- 杜振清 饰演 廖永忠
- 洪涛 饰演 刘伯温
- 石维坚 饰演 宋濂
- 李翰均 饰演 藍玉
- 史宪富 饰演 汪廣洋
- 王明智 饰演 楊憲
- 李前宽 饰演 章溢
- 辛静 饰演 佛性
- 潘雨辰 饰演 苏坦妹
- 鲁玉杰 饰演 徐達
- 张兴哲 饰演 汤和
- 王俊人 饰演 朱文正
- 姜泰郎 饰演 朱允炆
- 闫沛 饰演 馮國用
- 李士际 饰演 陆仲亨
- 高源 饰演 朱棣
- 张兵 饰演 朱梓
- 刘廷尧 饰演 郭山甫
- 张林 饰演 常遇春
- 刘小宝 饰演 陈宁
- 刘侃 饰演 朱棟
- 周航 饰演 沐英
- 陈雨 饰演 朱文忠
- 徐连顺 饰演 鄧愈
- 赵乐 饰演 胡大海
- 于乐 饰演 胡正
- 孙修大 饰演 胡廷瑞
- 李庆祥 饰演 陈友谅
- 张宏林 饰演 如悟
- 姬鹏 饰演 杨希圣
- 李学军 饰演 費聚
- 刘和群 饰演 李存义
- 吴子峥 饰演 马二
- 王士俊 饰演 劉三吾
- 李士德 饰演 麻太医
- 石航 饰演 張子明
- 薛喜龙 饰演 麦粉人
- 李敬平 饰演 牢头

## 電視劇歌曲
| 曲序 | 曲目                         |        | 演唱者 |
| ---- | ---------------------------- | ------ | ------ |
| 1.   | 《江南三月可问天》（片头曲） | 朱海   |        |
| 2.   | 《世事难料》（片尾曲）       | 朱海   |        |
| 3.   | 《天下百姓说了算》（片尾曲） | 朱海   |        |
| 4.   | 《美人痛》（插曲）           | 刘德华 | 刘德华 |

## 節目的變遷
| 年代MUCH台 星期一～五 09:00~10:30 | 年代MUCH台 星期一～五 09:00~10:30          | 年代MUCH台 星期一～五 09:00~10:30 |
| --------------------------------- | ------------------------------------------ | --------------------------------- |
|                                   | 傳奇皇帝朱元璋 （2012.07.15 - 2012.08.29） |                                   |
| 代查                              | 神斷狄仁傑 (2012.08.30 - 2012.10.03）      |                                   |